# کوه داکا
کوه داکا (به عربی: جبل دکا) یک کوه در عربستان سعودی است. کوه داکا ۲٬۵۰۰–۲٬۹۰۰ متر بالاتر از سطح دریا واقع شده‌است.